# Bundesautobahn 293
Bundesautobahn 293 (em português: Auto-estrada Federal 293) ou A 293, é uma auto-estrada na Alemanha.
A Bundesautobahn 293 tem 7 km de comprimento.

## Estados
Estados percorridos por esta auto-estrada:
- Baixa Saxônia